# معركة بونزا
معركة بونزا معركة بحرية وقعت قبالة جزيرة بونزا الإيطالية في العام 1552م وتقاتل فيها الأسطول العثماني بقيادة درغوث رئيس ضد أسطول جنوا تحت قيادة أندريا دوريا.
كان الأسطول العثماني يتكون من 100 قادس تم إرسالها إلى البحر المتوسط لمساعدة هنرى الثانى الفرنسى في صراعه مع الملك شارل الخامس فيما يعرف بـ الحرب الإيطالية 1551-1559 كما كان بصحبة الأسطول العثماني ثلاث من القوادس الفرنسية تحت إمرة جابرييل دارامون والذي قام بمرافقة الأسطول العثماني من إسطنبول خلال غاراته على طول شاطئ كالابريا جنوب إيطاليا
واستيلاءه على مدينة ريدجيو .
وخلال هذه المواجهة والتي تمت مع 40 قادس من جنوا تمكن العثمانيون من هزيمتهم هزيمة ساحقة و تم أسر 7 من القوادس .
بعد هذه المعركة دخل الاسطول العثماني – الفرنسى مايوركا في 13 أغسطس 1552 وقد سهل هذا النصر على العثمانيين مهاجمة صقلية وسردينيا وشواطئ إيطاليا للسنوات الثلاثة القادمة .